# Exodus (Lost)
Exodus este un episod al serialului de televiziune Lost, sezonul 1.